# Kanton Cholet-3
Cholet-3 is een voormalig kanton van het Franse departement Maine-et-Loire. Het kanton maakte deel uit van het arrondissement Cholet.
Op 22 maart 2015 werden de toenmalige kantons van Cholet opgeheven en werd de stad over 2 van de 3 kantons herverdeeld. De gemeente Saint-Christophe-du-Bois werd opgenomen in het op die dag opgerichte kanton Saint-Macaire-en-Mauges en La Tessoualle werd overgeheveld naar het kanton Cholet-2 en het kanton Cholet-3 kwam te vervallen.

## Gemeenten
Het kanton Cholet-3 omvatte de volgende gemeenten:
- Cholet (deels, hoofdplaats)
- Saint-Christophe-du-Bois
- La Tessoualle